# Rezerwat Hydrologiczny Dołhe
Rezerwat Hydrologiczny Dołhe (biał. Гідралагічны заказнік «Доўгае»; ros. Республиканский гидрологический заказник «Долгое») – rezerwat przyrody o znaczeniu republikańskim położony na Białorusi, chroniący unikalny kompleks przyrodniczy Jeziora Dołhe i jego linii brzegowej.

## Położenie
Rezerwat administracyjnie leży w obwodzie witebskim, w rejonie głębockim; a geograficznie na Pojezierzu Święciańskim.

## Historia
Rezerwat powstał w 1979; obecne granice zyskał w 2007.

## Geomorfologia i hydrologia
Obszar ukształtował się podczas zlodowaceń plejstoceńskich. Rzeźba terenu jest pofałdowana, z zapadliskami termokrasowymi. Lasy zajmują 4–6% powierzchni rezerwatu. Dominują lasy dębowe z domieszkami lipy i klonu. Występują także olsy oraz drzewa iglaste. Rezerwat obejmuje także 1,5-hektarowy dawny park dworski z 200–300 letnimi dębami oraz gatunkami egzotycznymi.
Największą część powierzchni rezerwatu zajmuje Jezioro Dołhe, z głębokością do 53,7 m będące najgłębszym jeziorem Białorusi. Częściowo jest ono zarośnięte.

## Fauna i flora

### Fauna
Rezerwat Hydrologiczny Dołhe zamieszkuje 77 gatunków ptaków, 25 ssaków, 8 płazów i 3 gadów. 4 gatunki ptaków, 2 skorupiaków i 1 ryb wpisanych jest do Czerwonej Księgi Białorusi.
Do gatunków zwierząt występujących na terenie rezerwatu zaliczają się: z ptaków: nurogęś, bąk zwyczajny, mewa siwa, cietrzew zwyczajny, głuszec zwyczajny i zimorodek zwyczajny; ze ssaków: dzik euroazjatycki, łoś, krety, jeż zachodni, wiewiórka, zając szarak, sarna, wizon amerykański, borsuk europejski, bóbr, piżmak amerykański, wydra europejska, łasica pospolita, tchórz zwyczajny i gronostaj europejski. 
Jezioro Dołhe zamieszkują m.in.: z ryb: stynka i węgorz europejski, ze skorupiaków: reliktowe Limnocalanus macrurus i Pallaseopsis quadrispinosa.

### Flora
Występuje tu 517 gatunków roślin naczyniowych i 71 mszaków. 8 gatunków roślin naczyniowych i 1 glonów wpisanych jest do Czerwonej Księgi Białorusi
Rośliny reprezentują m.in.: goryczka krzyżowa, groszek wschodniokarpacki, miodunka wąskolistna, irga czarna, stokłosa Benekena, mieczyk dachówkowaty, brzoza niska, wierzba lapońska, pióropusznik strusi, skrzyp pstry, pierwiosnek, konwalia majowa, zawilec gajowy; jezioro Dołhe porastają: rdestnica połyskująca, rdestnica pływająca, osoka aloesowata, jaskier krążkolistny, wywłócznik, rdest ziemnowodny, grążel żółty, turzyca, łączeń baldaszkowy; z glonów krynicznica tępa. 
Gatunkami drzew lasotwórczych lasów rezerwatu są dąb, sosna, świerk, brzoza brodawkowata (odmiana karelska), lipa, klon i olsza szara.
W dawnym parku dworskim rosną ponadto wiąz, głóg jednoszyjkowy, jabłoń, grusza, lilak, kalina hordowina, berberys i różne gatunki róż.

### Mykobiota
Rośnie tu 115 porostów. 2 gatunki grzybów i 2 porostów wpisanych jest do Czerwonej Księgi Białorusi. Występują tu m.in.: z grzybów: żagwica listkowata i czasznica olbrzymia; z porostów: przylepka sorediowa i wzorzec geograficzny.

## Turystyka
Przez tereny rezerwatu wytyczono cztery szlaki turystyczne:
- pieszy Озерный край в центре Европы (pol. Rejon jezior w centrum Europy)
- rowerowy Легенды Белорусского Байкала (pol. Legendy białoruskiego Bajkału)
- konny Партизанскими тропами (pol. Partyzanckim szlakiem)
- wodny По Шоше (pol. Wzdłuż Szoszy)

Istnieje infrastruktura wypoczynkowa oraz pomosty do wędkowania. W ściśle określonych terminach dozwolone jest polowanie na niektóre gatunki.